# ケーリアン

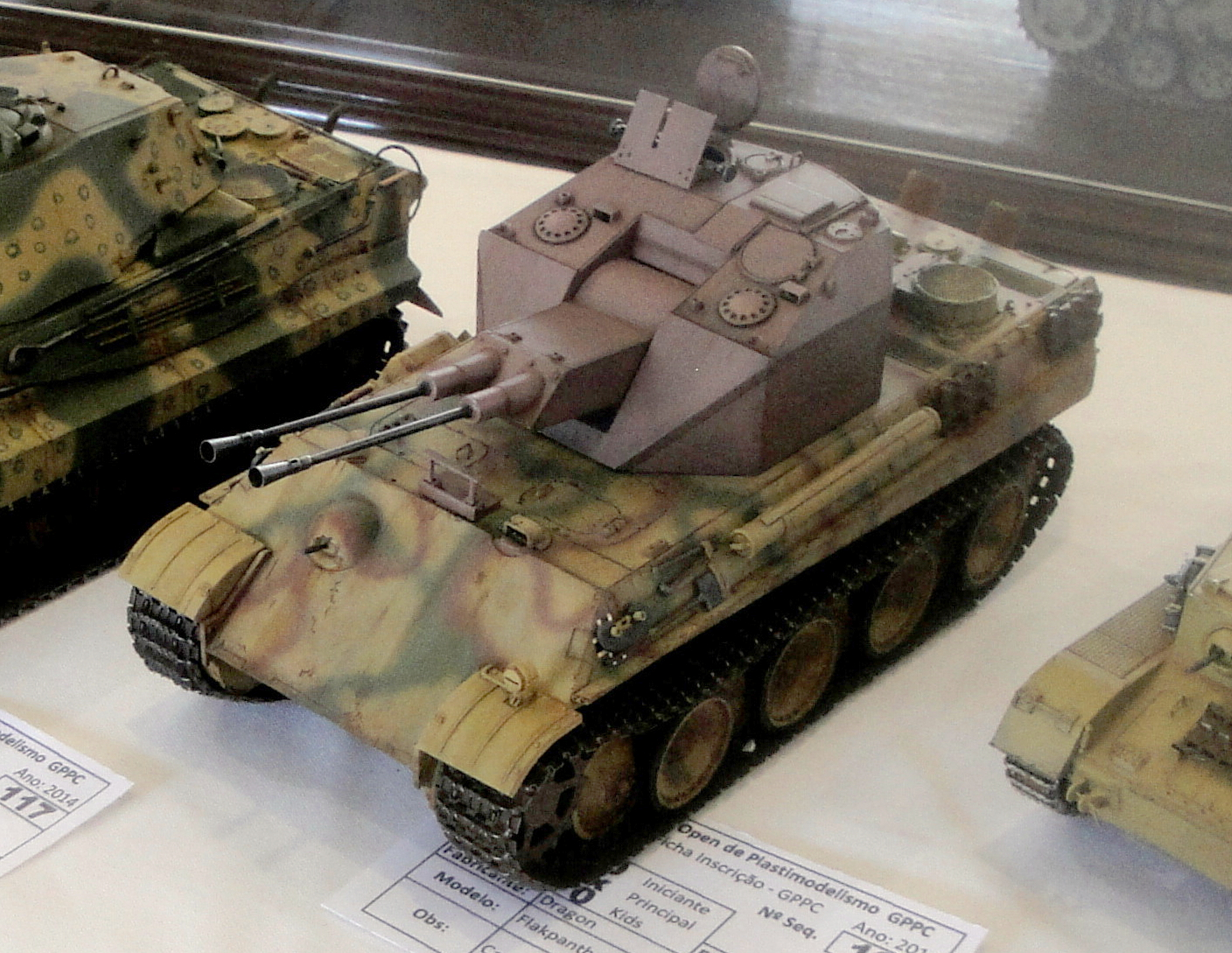
ケーリアンのスケールモデル

V号対空戦車ケーリアン（Flakpanzer V Coelian）とは、第二次世界大戦中にナチス・ドイツが開発した対空戦車である。「ケーリアン」の名はラインメタル・ボルヅィヒ社の開発中の秘匿名称だった。
本車はV号戦車パンターD型の車体を流用、新たに37mm機関砲2門を並列装備した砲塔を備える予定だった。木製モックアップを検討し、火力の低さを理由として途中で計画が中止されたため、完成車両は存在しない。

## 開発経緯
ケーリアンはクーゲルブリッツ同様、ドイツ軍としてはメーヴェルヴァーゲンやヴィルヴェルヴィントに替わる対空車両の本命であった。しかしパンターの車体を用いた対空戦車の開発内容は途中で変化し、開発に歯止めをかけることとなり、敗戦までに間に合うことは無かった。その理由は車体に対して火力が非力と見なされたことによる。対空戦車の車体に貴重なパンターを用いることは部品の共有という意味では妥当だった。
1942年9月2日、クルップ社と航空機技術本部のエンジニアとの間で以下のような検討が行われた。重量は約31t、パンターの履帯と走行装置を転用し、エンジンと主変速機、操向変速機はレオパルトを流用する内容だった。本車はVFW（対空試作戦車）と呼ばれた。この内容は11月4日、器材番号42として走行装置、履帯緊張器、起動輪、主減速機、操向変速機、主変速機、HL230エンジンなどに流用範囲が広げられている。1943年1月20日には試作車両の側面プラットホームに折り畳み式の装甲板を付けることとされた。また呼称はVFW IIとなっている。この対空戦車の改修は、試験が済むまで当面延期された。
1943年当時の対空戦闘は5月31日付の報告書によれば以下のようなものだった。「敵の航空機は3cmから5cm程度の砲を装備し、高度1,000mから300、150m程度の範囲で攻撃する。急降下爆撃機は1,500から1,200mで降下し、降下角度は40から80度。良好な精度の対空射撃だけが効果が上がり、上空への垂直射撃は威嚇の域を出なかった。命中までに良好な照準で30発、普通は60から70発を要する。必要最低限の威力を持つのは2cm高射砲であり、3.7cm高射砲が要求される。航空機の速度は500km/h、つまり1秒に140m移動し、周囲視界の完全な確保を必要とするために全周装甲防御の戦車は対空兵器として使えない。戦車部隊が96両を保有する際、その占める範囲は奥行き1.2km、幅が2kmである。」またフォン・レンツ大将は機銃射撃の有効性は600mが限度、また高度1,500から1,000mに占位し、多様な兵器を用いる敵航空機には2cm高射砲でも有効性が不十分であるとした。なおドイツ空軍では高射砲を口径3.6cmの軽高射砲、3.7cmから5.9cmの中高射砲、6cmから15.9cmの重高射砲、16cm以上の超重高射砲に分類していた。
これに対し、兵器および戦車委員会は、従来型戦車への大型対空火器の搭載を諦め、自衛用機関銃を積むこととした。対空戦車を作るにはIV号戦車に2cm 4連装高射砲か3.7cm単装高射砲を適当とし、パンターの流用も考慮した。パンター流用時の兵装は2cm 4連装高射砲か3.7cm連装高射砲または3連装を積むこと、そして研究終了後には5.5cm連装高射砲を搭載するとした。
1943年6月8日、パンターの車体を用いて8.8cm Flak41を装備する対空戦車41の開発が決定された。10月22日、この対空戦車41をヴストロフ高射砲射撃場で査閲するため完成を急ぐよう依頼されているのに対し、VFW IIについては開発をパンターII型の車体で行う事となり、すでに引き渡されたパンター車体の返却が行われた。
1943年12月21日、航空省と空軍総司令部航空機技術本部はクルップ社と以下のような契約を交わしている。
- 契約番号 GL/Flak-E4/V-DE-0084-6710/42
- 契約番号 GL/Flak-E4/V-DE-0084-6715/42（重高射砲）
- 契約番号 GL/Flak-E4/V-DE-0084-6717/42（軽高射砲）

ほかVFW2の代わりにVFWL（試作対空軽戦車）の開発が航空機技術本部により認可された。
1944年1月13日の報告ではダイムラー・ベンツ社のベルリン・マリーエンフェルデが3.7cm高射砲を収容する砲塔の開発を行ったことが示されている。前面装甲は100mm、側面40mm、旋回には車体のエンジンを動力とした。ただし製造は困難であり、1944年半ばに完成目標が出された。搭載兵装はFlakzwilling341型、のちにはオストヴィントIIと同じFlakzwilling44とされた。射撃能力は分間500発が2門、初速は1000m/sであった。しかし同時期、1944年1月に本車の存在意義が問い直され、3.7cm連装高射砲のかわりに5.5cm連装高射砲を載せるように要求が出された。しかし、3cm連装高射砲でさえも秋までの用意はできず、そのような試作型の完成は年末より前になる見通しはなかった。1月末、5.5cm連装高射砲搭載の研究が開始されたものの、3.7cm連装高射砲を載せたダミー砲塔が製造されてパンターの車体に載せられた。5月8日、高射砲兵総監は5.5cm高射砲搭載の対空戦車1両をクルップ社に要求している。この車両には折り畳み式の装甲板を兵員の防御に用いるのではなく、砲塔形式もしくはキューポラのようなものが望まれた。
1945年1月16日の会議では機甲兵総監によって火力不足のために3.7cm高射砲の搭載が拒否された。射程6,600m、最大射撃高度4,800mを持つ本車の開発はここで打ち切られた。砲塔形状を変え、5.5cm連装高射砲を搭載する車両の研究が引き続き行われたが、2月17日に検査を受けた後、緊急製造プログラムの対象外であることから中止となった。中止時、準備作業がある程度進行していた。形状はパンター戦車の上部にヴェルヴェルヴィントのような多角形の砲塔を載せ、5.5cm連装高射砲を収容している。
総括すればパンターの対空戦車化には数種類の試作案が並行して存在し、また中途でVFW IIの設計内容や車体は変更が繰り返され、存在意義に対する強い定義を失っていた。時間をかけつつもモックアップまで到達した3.7cm連装高射砲案は空軍上層部の最終目標ではないために5.5cm搭載案が目指され、最終的には成立の時間を失って研究中止となった。
ケーリアンのデザインは、後のM247サージェント・ヨークに影響を与えている。